# Нилха
Нилха — село (фактически урочище) в Джейрахском районе Ингушетии. Входит в сельское поселение Гули.

## География
Расположено на юге Республики Ингушетия, чуть западней реки Асса в 28 километрах на юго-восток (по прямой) от Гули, административного центра поселения. Ближайшие населенные пункты:  Кекки,  Пуй, Гаппи.

### Часовой пояс
Село Нилха, как и вся Республика Ингушетия, находится в часовой зоне МСК (московское время). Смещение применяемого времени относительно UTC составляет +3:00.

## Население
| 2010 |
| ---- |
| 0    |

## Инфраструктура
Отсутствует.